# Resolutie 826 Veiligheidsraad Verenigde Naties
Resolutie 826 van de Veiligheidsraad van de Verenigde Naties werd unaniem aangenomen door
de VN-Veiligheidsraad op 20 mei 1993.

## Achtergrond
In 1979 werd na de val van het Rode Khmer-regime en met steun van Vietnam en de Sovjet-Unie de
Volksrepubliek Kampuchea opgericht. Het land werd gedurende het volgende decennium door Vietnam gecontroleerd
via een marionettenregering. Die werd gedurende dat decennium bevochten door een regering in ballingschap
die bestond uit de koningsgezinde Funcinpec, de Rode Khmer en het in 1982 gevormde Nationaal Volksbevrijdingsfront.
In augustus 1989 kwamen de vier partijen en vertegenwoordigers van achttien landen bijeen in de door de
Verenigde Naties gesponsorde Conferentie van Parijs. Toen een finaal akkoord eindelijk in zicht was werd
de VN-Vooruitgangsmissie in Cambodja (UNAMIC) opgericht om toe te zien op de naleving van het staakt-het-vuren.
De missie bereidde ook de komst van de VN-Overgangsautoriteit (UNTAC) voor die de in Parijs gesloten akkoorden
in de praktijk moest brengen.

## Inhoud
De Veiligheidsraad:
- Bevestigt de resoluties 668, 745 en 810.
- Neemt nota van de Secretaris-generaals rapporten.
- Steunt de bijna 5 miljoen Cambodjanen die zich, ondanks geweld en intimidatie, registreerden om te stemmen.
- Erkent het grote belang van prins Norodom Sihanouks inspanningen.

1. Keurt de rapporten goed.
2. Tevreden over de regelingen die de VN troffen voor het verloop van de verkiezingen.
3. Eist dat alle partijen zich aan de Akkoorden van Parijs houden en samenwerken met UNTAC.
4. Prijst diegenen die deelnemen aan de verkiezingscampagne.
5. Betreurt alle daden tegen de Akkoorden en veroordeelt alle geweld, intimidatie en aanvallen.
6. Steunt UNTAC's maatregelen om haar personeel te beschermen.
7. Eist dat alle partijen zorgen voor de veiligheid van UNTAC's personeel en hen niet bedreigen of intimideren.
8. Waardeert UNTAC's inspanningen ter voorbereiding van de verkiezingen.
9. Steunt de Secretaris-generaals beslissing om de verkiezingen zoals gepland te laten doorgaan.
10. Roept UNTAC op verder te werken aan neutrale politieke omstandigheden voor vrije en eerlijke verkiezingen.
11. Zal de uitslag van de verkiezingen onderschrijven.
12. Herinnert alle partijen aan hun verplichting om die uitslag na te leven.
13. Waarschuwt dat anders gepast zal worden gereageerd.
14. Zal de grondwetgevende vergadering, het proces om een nieuwe grondwet op te stellen, de nieuwe regering van Cambodja en inspanningen voor verzoening en vrede steunen.
15. Erkent dat de Cambodjanen zelf verantwoordelijk zijn voor de uitvoering van de Akkoorden en de toekomst van hun land.
16. Vraagt de Secretaris-generaal meteen te rapporteren over de verkiezingen en de uitslag en over het gedrag van de partijen.
17. Besluit actief op de hoogte te blijven.

## Verwante resoluties
- Resolutie 792 Veiligheidsraad Verenigde Naties (1992)
- Resolutie 810 Veiligheidsraad Verenigde Naties
- Resolutie 835 Veiligheidsraad Verenigde Naties
- Resolutie 840 Veiligheidsraad Verenigde Naties

Lijst ·  800 ·  801 ·  802 ·  803 ·  804 ·  805 ·  806 ·  807 ·  808 ·  809 ·  810 ·  811 ·  812 ·  813 ·  814 ·  815 ·  816 ·  817 ·  818 ·  819 ·  820 ·  821 ·  822 ·  823 ·  824 ·  825 ·  826 ·  827 ·  828 ·  829 ·  830 ·  831 ·  832 ·  833 ·  834 ·  835 ·  836 ·  837 ·  838 ·  839 ·  840 ·  841 ·  842 ·  843 ·  844 ·  845 ·  846 ·  847 ·  848 ·  849 ·  850 ·  851 ·  852 ·  853 ·  854 ·  855 ·  856 ·  857 ·  858 ·  859 ·  860 ·  861 ·  862 ·  863 ·  864 ·  865 ·  866 ·  867 ·  868 ·  869 ·  870 ·  871 ·  872 ·  873 ·  874 ·  875 ·  876 ·  877 ·  878 ·  879 ·  880 ·  881 ·  882 ·  883 ·  884 ·  885 ·  886 ·  887 ·  888 ·  889 ·  890 ·  891 ·  892